# Ekhekratész
Ekhekratész (Ἐχεκράτης, i. e. 5. század) görög filozófus
Phliuszból származott; egyike volt Püthagorasz követőinek, aki a püthagoreusok üldöztetésekor menekült e városba. Abból a tényből, hogy Platón „Phaidón" című párbeszédében vele közli Szókratész utolsó beszédeit, arra lehet következtetni, hogy Platón szorosabb kapcsolatban állt vele. Munkái nem maradtak fenn.